# Aashiq
 (avril 2011).
Si vous disposez d'ouvrages ou d'articles de référence ou si vous connaissez des sites web de qualité traitant du thème abordé ici, merci de compléter l'article en donnant les références utiles à sa vérifiabilité et en les liant à la section « Notes et références ».
Pour plus de détails, voir Fiche technique et Distribution.
Aashiq (traduction : Amoureux) est un film de Bollywood réalisé par Indra Kumar en  26 janvier 2001. Cette comédie romantique met en vedette Bobby Deol et Karishma Kapoor.

## Synopsis
Chander et Pooja se rencontrent alors qu'ils aident deux de leurs amis à s'enfuir pour se marier. Pooja tombe immédiatement amoureuse de Chander auquel elle téléphone secrètement, se présentant sous le nom de « fille de rêve ». Intrigué et attiré par ces appels téléphoniques, Chander, aidé par son père, réussit à rencontrer la jeune fille avec laquelle il engage une relation. Mais cela déplaît aux parents de Pooja qui veulent la fiancer à un meilleur parti. À la suite d'un quiproquo, Pooja rompt avec Chander. Se rendant compte de son erreur, elle demande à un ami d'enfance de l'aider à renouer avec son amoureux, mais celui-ci profite de la situation pour la livrer à un souteneur. Fort heureusement, Chander réussit à la libérer avant qu'elle n'embarque dans un avion pour le Proche-Orient.  

## Fiche technique
- Titre : Aashiq
- Réalisateur : Indra Kumar
- Scénario : Rajiv Kaul
- Musique : Sanjeev-Darshan
- Parolier : Sameer
- Chorégraphie : Lolly Pop, Raju Khan et Ahmed Khan
- Photographie : Harmeet Singh
- Montage : Sanjay Sankla
- Production : Anil Sharma
- Langue : hindi
- Pays d'origine : Inde
- Date de sortie : 26 janvier 2001
- Format : Couleurs
- Genre : comédie romantique
- Durée : 160 min

## Distribution
- Bobby Deol : Chander
- Karisma Kapoor : Pooja
- Rahul Dev : Jai, ami d'enfance de Pooja
- Smita Jaykar : Mère de Pooja
- Anupam Kher : Dilip Dev Kapoor, père de Chander
- Anjan Srivastav : Père de Pooja

## Box office
Le film est un succès mitigé et ne rapporte que 180 370 000  de roupies.